# Télémaque Lambrino
Télémaque Lambrino   (Odessa, 27 d'octubre de 1878 - Leipzig, 25 de febrer de 1930) va ser un pianista i pedagog musical alemany. Fill de pares grecs, va viure i treballar principalment a Alemanya.

## Biografia
Lambrino va rebre per primera vegada la seva formació musical amb Dmitri Klimow a la seva ciutat natal. Presumiblement des del semestre d'hivern 1898/1899 on va estar matriculat durant un any a la Universitat de Música i Arts Escèniques de Munic, entre d'altres els estudiants de Liszt, Berthold Kellermann així com Anton Beer-Walbrunn i Josef Rheinberger van ser els seus professors. A finals de 1899, Lambrino sembla haver-se traslladat a Leipzig. Des d'aquí anava regularment a Berlín per continuar els seus estudis amb l'alumna de Rubinstein, Maria Teresa Carreño.
Ja ben aviat Lambrino es va fer càrrec de la direcció de les seves pròpies classes magistrals, tant al "Richard Bruno Heydrich Konservatorium für Musik und Theatre" de Halle (a partir del febrer de 1905, amb interrupcions fins al 1915) com al Conservatori Estatal de Turíngia a Erfurt. Després d'un breu període d'activitat al Conservatori de Moscou, que va durar de 1908 a 1909 i va estar vinculat a una càtedra, Lambrino es va instal·lar definitivament a Leipzig per crear millors condicions per a una carrera com a solista. Allà va donar classes particulars a un gran cercle d'estudiants sense pertànyer mai a la Universitat de Música i Teatre de Leipzig. De 1918/19 a 1924, Lambrino també va impartir classes de formació de piano al "Conservatori Klindworth-Scharwenka".
Lambrino es va convertir en un dels pianistes més sol·licitats de la seva època. Les gires el van portar arreu d'Europa i a Rússia des de 1902. Karl Straube va caracteritzar Lambrino en un obituari amb les paraules:
| «              | Es pot comptar entre els més dotats d'aquest segle... Aquells que vénen de la seva escola poden presumir que han estat presentada amb una música plena d'emoció i emoció fins a l'últim moviment. | » |
| — Karl Straube | |   |

S'ha conservat un enregistrament de Welte-Mignon de 1905 de la Marxa militar de Franz Schubert en l'adaptació de Carl Tausig i un altre amb els Estudis Op. 25 núm. 8 i 9 de Frédéric Chopin.
Lambrino va morir a Leipzig als 51 anys.